# Orchestre symphonique de Singapour
Pour les articles homonymes, voir Sso.
L'Orchestre symphonique de Singapour est un orchestre symphonique fondé en 1979, basé à Singapour.

## Présentation
L'Orchestre symphonique de Singapour est fondé en 1979.
Constitué à l'origine de 41 musiciens, son effectif s'étoffe progressivement pour atteindre celui d'une grande formation symphonique.
Dirigé durant vingt-deux ans par Lan Shui (en), qui prend la suite de Choo Hoey (en) en 1997, il est constitué de 96 membres. L'orchestre a donné des représentations en Asie, en Europe et aux États-Unis. À l'orchestre est associé le Chœur symphonique de Singapour, créé en 1980, qui s'est produit en public pour la première fois en juin.
Au disque, de nombreux CD de l'orchestre sont parus.
En concert, l'Orchestre symphonique de Singapour joue à partir de 1980 au Victoria Concert Hall (en) de Singapour, et depuis 2002 à l'Esplanade Concert Hall (en).
Depuis la saison 2020-2021, Hans Graf est le chef principal de la formation.
En 2025, Hannu Lintu est nommé directeur musical de l'orchestre à compter de la rentrée 2026, pour une durée initiale de trois ans.

## Créations
L'Orchestre symphonique de Singapour est le créateur d'œuvres de Chen Yi (en) (Concerto pour percussion, 1999) et Zhou Long (The Rhyme of Taigu, 2003), notamment.